# Азербайджанський театр опери і балету імені Мірзи Фаталі Ахундова
Азербайджа́нський теа́тр о́пери і бале́ту і́мені Мірзи́ Фаталі́ Аху́ндова (азерб. Azərbaycan Dövlət Akademik Opera və Balet Teatrı) — оперний театр столиці Азербайджану міста Баку.

## Історія
Організований 1920 року як державний театр Азербайджану, що ставив опери, оперети і драми. 1924 року оперна трупа виділена в самостійну структуру,
1930 року надано ім'я азербайджанського драматурга М. Ф. Ахундова.
1938 театр нагороджений орденом Леніна.

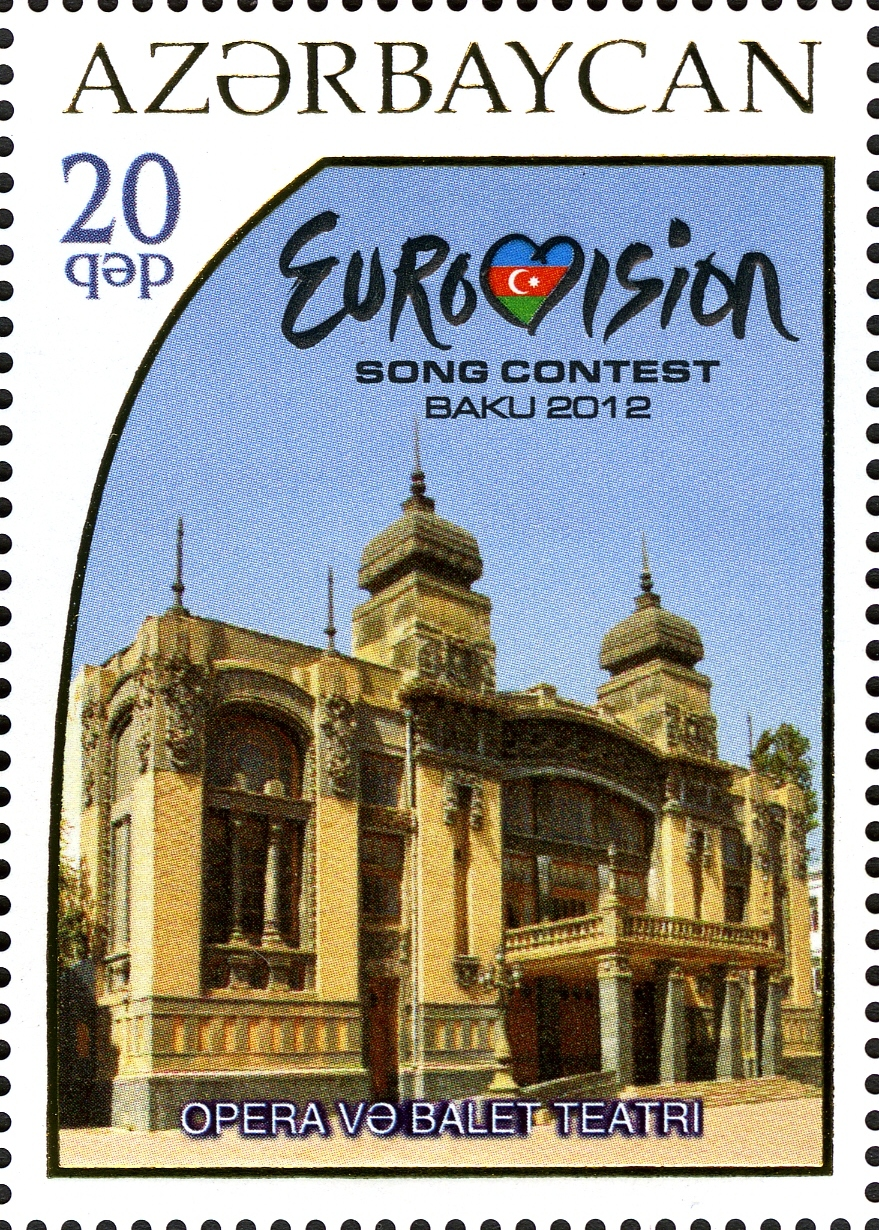
На поштовій марці Азербайджану (2012)

Будівля театру зведена в 1910—11 роках, реконструйована в 1938. Глядацький зал розрахований на 1281 місце. Спектаклі йдуть російською та азербайджанською мовою.
У довоєнні роки Серед національних спектаклів театр поставив «Лейлі і Меджнун» Узеїр Гаджибекова, «Шах Ісмаїл» Магомаєва, «Ашуг-Гариб» З. Гаджибекова. Азербайджанською мовою були поставлені також опери «Ануш» Тиграняна (1941), «Севільський цирульник» Дж. Россіні (1943) і «Кармен» Бізе (1946).
Серед спектаклів 60-70-х років: опери — «Вагиф» Мустафаєва (1960), «Багадур і Сона» Алескерова (1961), «Мерці» Адигезалова (1963), «Заручини в монастирі» Прокоф'єва (1968); балети — «Тропою грому» (1961, Ленінська премія, 1967); «Легенда про любов» Мелікова (1962), «Тіні Кобустана» Ф. Караєва (1969) та інші.
В 1941 театр був на гастролях в Ірані. У сезоні 1969/70 балетна трупа театру була учасницею Всесвітнього фестивалю танцю в Парижу; гастролювала у Франції, Люксембурзі й Монако. У театрі працювали народні артисти СРСР Шевкет Мамедова, Фідан Касимова.
1956 року театр отримав статус академічного.

### Трупа театру
У трупі театру на 1960 рік складався співаки — народні артисти СРСР: Бюльбюль, Рашид Бейбутов, Шевкет Мамедова; диригент Ніязі Зульфугар огли Тагізаде-Гаджибеков. Головним режисером театру був народний артист Азербайджанської РСР М. А. Мамедов.
В сезоні 1923–1924 одним із солістів театру був український співак (драматичний тенор) Василь Войтенко, згодом (1933) заслужений артист України.